# گوهرمرغ‌های فیروزه‌ای
گوهرمرغ‌های فیروزه‌ای (نام علمی: Cotinga) یک سرده از پرندگان گنجشک‌سان متعلق به خانوادۀ گوهرمرغان (Cotingidae) است. این سرده شامل هفت گونه است که در جنگل باران‌خیز استوایی در آمریکای جنوبی و مرکزی از جنوب مکزیک تا جنوب شرق برزیل یافت می‌شود. آنها عمدتاً از میوه‌ها و علوفه‌های بالای درختان تغذیه می‌کنند.
آنها حدود ۱۸–۲۲ سانتیمتر (۷٫۱–۸٫۷ اینچ) طول دارند. نرها پرهای بسیار رنگارنگ، آبی روشن با بخش‌های ارغوانی دارند. رنگ آبی توسط حباب‌های هوا در پرها ایجاد می‌شود که نور را پراکنده می‌کند. ماده‌ها بسیار کدرتر از نرها هستند و عمدتاً قهوه‌ای هستند، اغلب با لبه‌های پر رنگ‌پریده، ظاهری پولک‌دار یا خالدار به آنها می‌دهد.
بال‌های نر در هنگام پرواز صدای سوت یا تق‌تق می‌دهند.
جنگل‌زدایی تهدیدی برای چندین عضو این سرده است. گوهرمرغ فیروزه‌ای توسط اتحادیه بین‌المللی حفاظت از طبیعت به عنوان آسیب‌پذیر طبقه‌بندی شده و گوهرمرغ نواری گونه در خطر انقراض در نظر گرفته می‌شود.

## آرایه‌شناسی

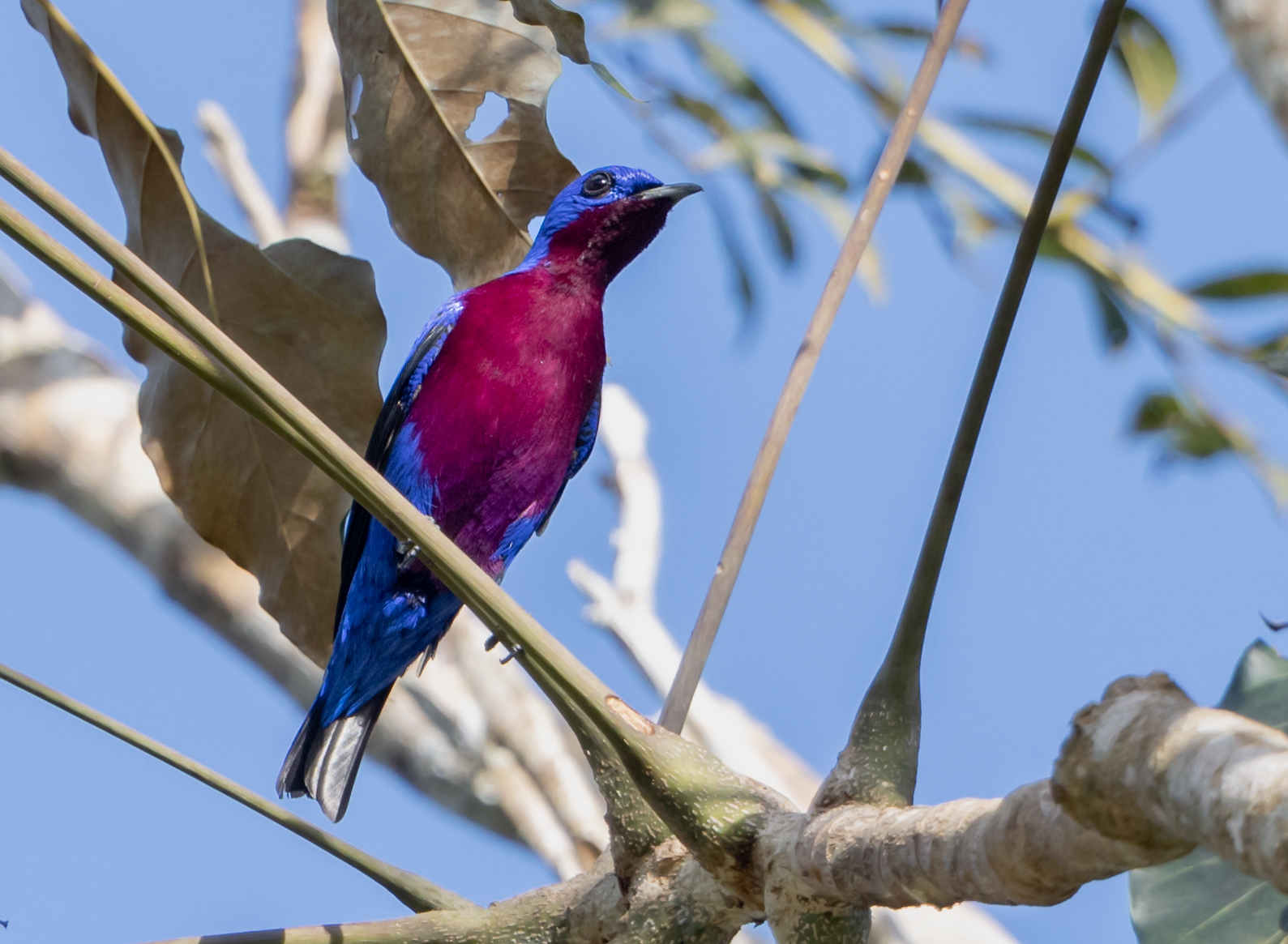
گوهر مرغ فیروزه ای

سردهٔ گوهرمرغ‌ها توسط جانورشناس فرانسوی ماتورن ژاک بریسون در سال ۱۷۶۰ معرفی شد. گونه نماد آن جواهرمرغ سینه‌ارغوانی است. این نام از زبان منقرض شده Tupi برای «پرنده جنگلی روشن» گرفته شده‌است.
این سرده هفت گونه دارد.